# Isotomodes martae
Isotomodes martae is een springstaartensoort uit de familie van de Isotomidae. De wetenschappelijke naam van de soort is voor het eerst geldig gepubliceerd in 1994 door Simon, Ruiz & Martin.